# Ingegerd di Norvegia
Ingegerd Haraldsdotter di Norvegia (in norreno Ingigerðr Haraldsdóttir; 1046 circa – 1120 circa) è stata una principessa norvegese; fu regina consorte di Danimarca, come consorte di re Olaf I di Danimarca (1050-1095), e regina consorte di Svezia, come consorte di re Filippo I di Svezia (...-1118).

## Biografia
Nata dal re di Norvegia Harald Hardråde e da Elisabetta di Kiev, era quindi pronipote del re di Svezia Olof III e nipote di Jaroslav I, Gran Principe di Kiev.
Nel 1067 circa andò in sposa a Olaf I di Danimarca come una delle clausole del trattato di pace tra Danimarca e Norvegia; in seguito, per rafforzare ulteriormente l'alleanza, la sorellastra di Olaf, Ingerid, venne data in sposa a Olaf Kyrre, fratello di Ingegerd.
Ingegerd divenne regina quando Olaf fu proclamato re nel 1086, alla morte del suo predecessore Canuto IV.
Alla morte di Olaf I nel 1095, Ingegerd sposò il nipote del re di Svezia Ingold I, Filippo. Questi divenne re nel 1105, per cui Ingegerd divenne regina per la seconda volta. Non si hanno testimonianze certe che la coppia ebbe figli.
Le date di nascita e di morte di Ingegerd non sono certe, tuttavia alcuni documenti provano che sopravvisse al secondo marito Filippo che morì nel 1118.

## Ascendenza
|                        |                    |                       | Genitori |  |  | Nonni |  |  | Bisnonni |  |  | Trisnonni |  |
|                        |                    |                       |          |  |  |       |  |  | …        |  |  | …         |  |
|                        |                    |                       |          |  |  |       |  |  | …        |  |  | …         |  |
|                        |                    | …                     |          |  |  |       |  |  | …        |  |  |           |  |
| Sigurd Syr             |                    |                       |          |  |  |       |  |  | …        |  |  |           |  |
|                        |                    | …                     | …        |  |  |       |  |  |          |  |  |           |  |
|                        |                    | …                     | …        |  |  |       |  |  |          |  |  |           |  |
|                        |                    | …                     | …        |  |  |       |  |  |          |  |  |           |  |
| Harald III di Norvegia |                    | …                     |          |  |  |       |  |  |          |  |  |           |  |
|                        |                    | Erling Skjalgsson     | …        |  |  |       |  |  |          |  |  |           |  |
|                        |                    | Erling Skjalgsson     | …        |  |  |       |  |  |          |  |  |           |  |
|                        |                    | Erling Skjalgsson     | …        |  |  |       |  |  |          |  |  |           |  |
| Åsta Gudbrandsdatter   |                    | Erling Skjalgsson     |          |  |  |       |  |  |          |  |  |           |  |
|                        |                    | Astrid Eiriksdatter   | …        |  |  |       |  |  |          |  |  |           |  |
|                        |                    | Astrid Eiriksdatter   | …        |  |  |       |  |  |          |  |  |           |  |
|                        |                    | Astrid Eiriksdatter   | …        |  |  |       |  |  |          |  |  |           |  |
| Ingegerd di Norvegia   |                    | Astrid Eiriksdatter   |          |  |  |       |  |  |          |  |  |           |  |
|                        | Vladimir I di Kiev | Svjatoslav I di Kiev  |          |  |  |       |  |  |          |  |  |           |  |
|                        | Vladimir I di Kiev | Svjatoslav I di Kiev  |          |  |  |       |  |  |          |  |  |           |  |
|                        | Vladimir I di Kiev | Maluša                |          |  |  |       |  |  |          |  |  |           |  |
| Jaroslav I di Kiev     | Vladimir I di Kiev |                       |          |  |  |       |  |  |          |  |  |           |  |
|                        |                    | Rogneda di Polack     | Ragnvald |  |  |       |  |  |          |  |  |           |  |
|                        |                    | Rogneda di Polack     | Ragnvald |  |  |       |  |  |          |  |  |           |  |
|                        |                    | Rogneda di Polack     | …        |  |  |       |  |  |          |  |  |           |  |
| Elisabetta di Kiev     |                    | Rogneda di Polack     |          |  |  |       |  |  |          |  |  |           |  |
|                        |                    | Olof III di Svezia    | …        |  |  |       |  |  |          |  |  |           |  |
|                        |                    | Olof III di Svezia    | …        |  |  |       |  |  |          |  |  |           |  |
|                        |                    | Olof III di Svezia    | …        |  |  |       |  |  |          |  |  |           |  |
| Ingegerd Olofsdotter   |                    | Olof III di Svezia    |          |  |  |       |  |  |          |  |  |           |  |
|                        |                    | Estrid degli Obotriti | …        |  |  |       |  |  |          |  |  |           |  |
|                        |                    | Estrid degli Obotriti | …        |  |  |       |  |  |          |  |  |           |  |
|                        |                    | Estrid degli Obotriti | …        |  |  |       |  |  |          |  |  |           |  |
|                        |                    | Estrid degli Obotriti |          |  |  |       |  |  |          |  |  |           |  |